# Burgstall Oberdeusch
Der Burgstall Oberdeusch liegt im Füssener Ortsteil Oberdeusch im bayerischen Landkreis Ostallgäu. Er war der Wohnsitz eines Ministerialgeschlechtes.

## Geschichte

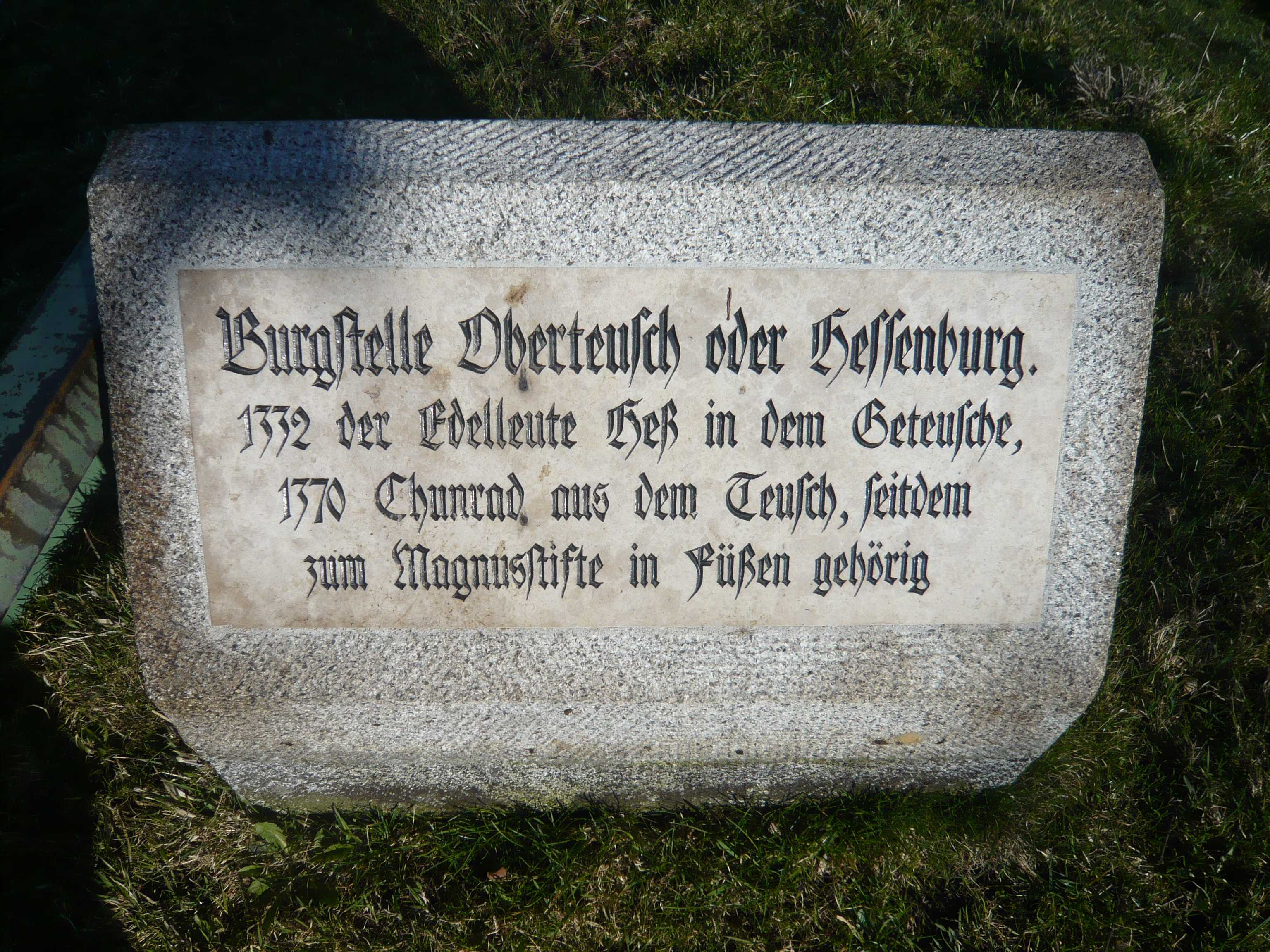
Gedenkstein auf dem Burgstall in Oberdeusch

Skizze von Barthel Eberl, 1942

Die Burg auf einem nicht sehr ausgeprägten Sporn wurde wohl im 12. Jahrhundert als Sitz eines Dienstmannengeschlechts errichtet. Es nannte sich die „Hessen von dem Tusche“ oder „in dem Getusche“. Namentlich bekannt ist nur „Chunrad der Hess uzz dem Tu(e)sch“, der 1370 urkundlich erscheint. Vielleicht gehören auch A(e)ppel Tu(e)schel (1317) und Peter und Herman Ta(e)uschler (ca. 1420) zu diesem Personenkreis. 1401 veräußerten Heinz und Mangold von Tuschlin die Hessen-Burg mit allem Zubehör an das Kloster St. Mang in Füssen.
In Füssen wird schon 1335 ein Haintz Tuschlin als Bürger erwähnt.
1493 kaufte das Kloster auch noch das zur Burg gehörende Bauerngut und verlieh es an Josef Buchler. Er durfte das „zergangene Schlößle“ neu aufbauen und darin bis zu seinem Tode wohnen. Um 1540 hatte es dann ein Mang Heim in Bestand. Er bezahlte dafür jährlich 2 fl. (Gulden) an das Kloster. Ab 1570 wird das „Schloss“ Oberdeusch nicht mehr erwähnt.
Im 17. Jahrhundert zerfiel es nach und nach. Weil die Deuscher das Gemäuer als Steinbruch benutzten, blieben letztlich nur noch die Reste der Wallanlage übrig, die 1940 nicht beseitigt wurden.
Zwischen der vorderen, östlichen Kante des Burghügels (wo der Gedenkstein steht) und dem Bauernhof „beim Melchior“ befindet sich ein 18 Meter tiefer Brunnen mit behauenen Steinen. Er dürfte früher der Wasserversorgung der Burg gedient haben.

## Beschreibung
Von Osten her schaut der Besucher auf einen etwa 10 Meter hohen und steilen Hang, der im Norden und Süden flacher ansteigt. An der Südseite glaubt man eine Art Vorwall erkennen zu können.
Wegen der restlosen Beseitigung aller Mauerreste ist es unmöglich, die Ausmaße der Burg zu bestimmen. Sie dürfte rund 25 Meter breit gewesen sein und in der Länge den Burgbrunnen mit eingeschlossen haben. Auf der Westseite muss man einen Halsgraben vermuten. 1933 war er bereits völlig eingefüllt.